# José Joaquín de Montealegre
José Joaquin Guzmán de Montealegre y Andrade, marchese e poi (dal 1740) duca di Salas, chiamato anche marchese o duca di Montealegre (Siviglia, 1698 – Venezia, 16 aprile 1771), è stato un diplomatico e politico spagnolo, segretario di Stato di Carlo di Borbone a Napoli dal 1738 al 1746.

## Biografia
Diplomatico spagnolo, nel 1731 venne incaricato dal ministro spagnolo José Patiño di accompagnare in Italia l'infante di Spagna don Carlo, figlio di Filippo V e della seconda moglie Elisabetta Farnese. Elisabetta vantava infatti diritti per la propria discendenza sul Ducato di Parma e Piacenza, perché l'ultimo dei Farnese non aveva eredi diretti, e sul Granducato di Toscana, dove anche la dinastia Medici, imparentata con i Farnese, si stava estinguendo senza eredi. Nel novembre 1731 pertanto don Carlo, accompagnato dal Montealegre, giunse in Italia per prendere possesso di Parma e Piacenza, essendo nel frattempo morto Antonio Farnese, e per esercitare una specie di prelazione sulla Toscana, essendo ancora in vita Gian Gastone de' Medici. Lo scoppio della guerra di successione polacca, nella quale i regni borbonici (Francia e Spagna) si erano coalizzati contro l'impero, costituì per Carlo di Borbone l'occasione di ottenere i regni di Napoli e di Sicilia, formalmente ancora separati (ma territorialmente già equiparabili al futuro «Regno delle Due Sicilie»), di cui il Montealegre fu il primo segretario di Stato. L'esecutivo del nuovo regno fu tuttavia nelle mani di un altro diplomatico spagnolo che aveva anch'esso accompagnato Carlo di Borbone in Italia: Manuel de Benavides y Aragón, conte di Santisteban, che ricopriva la carica di maggiordomo maggiore, ma che aveva un notevole ascendente sul giovane re.
Dopo l'estromissione del Santisteban, grazie a un intrigo di palazzo messo in atto da cortigiani vicini alla regina Maria Amalia il 25 agosto 1738 l'esecutivo passò nelle mani del primo segretario di Stato, il Montealegre, il quale si occupava anche degli affari esteri, della guerra, della marina e della casa reale. Come ministro della marina, a Montealegre si deve la creazione nel 1735 delle forze armate napoletane, e in particolare della Real Marina. Importante fu la politica ecclesiastica del Montealegre, chiaramente giurisdizionalista. Nel 1740 fu elevato al rango di duca.
L'indipendenza del regno fu messa in discussione attorno al 1740 per lo scoppio della guerra di successione austriaca. Il Montealegre riteneva che, per il consolidamento interno della nuova monarchia, fosse più utile la pace; il regno fu tuttavia trascinato nella nuova guerra sia dagli spagnoli, in quanto si desiderava assicurare il ducato di Parma a Filippo di Borbone, fratello minore di Carlo, sia dagli eventi, in quanto l'Austria accampò nuovamente le proprie pretese sul trono napoletano. A parte un infortunio, rappresentato da una spedizione navale britannica nel golfo di Napoli nell'agosto 1742, la difesa del regno ebbe successo allorché nell'agosto 1744 l'esercito di Carlo riuscì a sconfiggere l'esercito imperiale nella battaglia di Velletri.
Il Montealegre era tuttavia ritenuto dalla regina Maria Amalia di Sassonia, e dal suo partito, troppo legato alla politica di Madrid e troppo riformatore. Nella primavera del 1746, subito dopo la morte di Filippo V di Spagna, il Montealegre fu infine rimosso e sostituito alla segreteria di Stato nel giugno 1746 dal piacentino Giovanni Fogliani, un diplomatico di modesta levatura che ricoprì l'incarico fino al 1755.
Nel 1749 il Montealegre fu nominato ambasciatore di Napoli e della Spagna presso la Repubblica di Venezia, incarico che mantenne fino al termine della sua vita. I suoi funerali, nella Chiesa di San Geremia dove è seppellito, furono accompagnati da un Requiem scritto per l'occasione da Andrea Luchesi.